# لودفيك دي ويت
لودفيك دي ويت هو سياسي بلجيكي، ولد في 12 ديسمبر 1954 في Zwevegem ‏ في بلجيكا. نشط حزبياً في Vooruit (political party) ‏. وقد انتخب governor ‏ برابانت فلاماند (1995 – ).